# Співаючи під дощем
«Співаючи під дощем» (англ. Singin' in the Rain) — американський мюзикл 1952 року з участю Джина Келлі, Деббі Рейнольдс, Дональда О'Коннора та Джин Гейґен, який згодом здобув статус одного з найвизначніших фільмів американського кіно. Фільм очолював список 100 найкращих музичних фільмів «Серії 100 років» Американського інституту кіномистецтва, складений у 2006 році, а також зайняв п'яте місце в списку найвизначніших американських фільмів тієї ж серії за 2007 рік. На 1 березня 2024 року фільм займав 89-ту позицію у списку 250 кращих фільмів за версією IMDb.

## Сюжет
Дія фільму відбувається в період переходу американського кіно від німих до звукових фільмів. Дон Локвуд (Джин Келлі) та Ліна Ламонт (Джин Гейґен) — суперзірки німого кіно, провідні актори студії «Монументал Пікчерз». Ліна переконана, що вони пара закоханих, попри протести Дона.
Одного вечора, утікаючи від натовпу надто завзятих шанувальників, Дон потрапляє в авто Кейті Селден (Деббі Рейнольдс). Кейті — «театральна акторка», яка проте, доки не з'являться ролі, підробляє танцями у дівочому кордебалеті, який виступає перед гостями голлівудських вечірок. Вона висміює «низькопробне мистецтво» Дона, хоча насправді бачила всі його фільми.
Дон та Кейті зустрічаються знову на дуже важливій для долі студії вечірці, де Кейті з'являється із середини великого торта. Зустрівшись з іронією Дона, вона жбурляє в нього тортом, влучивши, правда, в обличчя Ліні, яка стає її ворогом навіки. Дон, який закохується в Кейті, довго не зможе її розшукати, бо Ліна Ламонт після цієї вечірки використала весь свій вплив, щоб дівчину вигнали з роботи й не взяли на жодну іншу.
Вечірка важлива для власника студії тим, що демонструє гостям надзвичайне досягнення техніки — звуковий фільм, у якому мова актора синхронізована з його губами. Після успіху «Співака джазу» власник студії вирішує також зняти свій наступний фільм «Кавалер-дуелянт» зі звуком. Проблема в тому, що у вродливої Ліни жахливий голос, і вона зовсім не пасує до звукового кіно. На попередньому перегляді фільм провалюється, викликавши тільки регіт у глядачів.

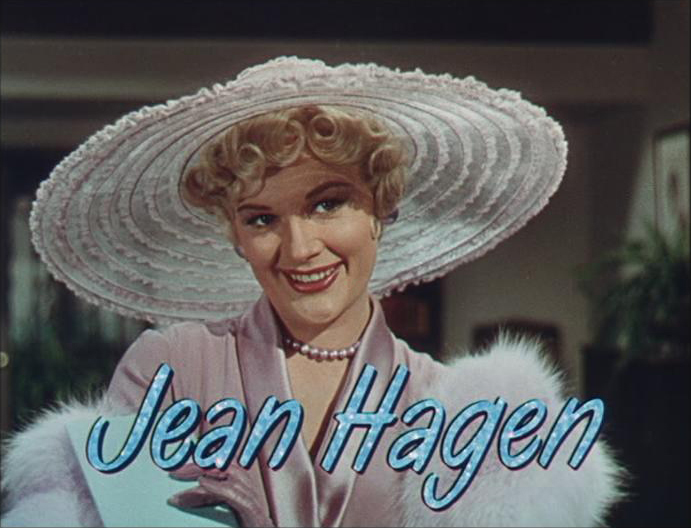
Джин Гейґен у ролі Ліни Ламонт, кадр із трейлера до фільму

Щоб врятувати фільм і студію Дон, який на ту пору вже відшукав Кейті, за порадою свого приятеля Космо Брауна (Дональд О'Коннор), вирішує потайки від Ліни дублювати її голос голосом Кейті й переробити «Кавалера-дуелянта» на мюзикл «Кавалера-танцюриста». Його план спрацював успішно, але, звісно, доброзичливі подруги донесли Ліні, й розлючена зірка продумала помсту. Проконсультувавшись з адвокатом, вона на підставі свого контракту, загрожує власникові студії судовим процесом, якщо він не відмовиться від участі Кейті в наступних кінострічках студії. Ліна Ламонт хоче, щоб надалі Кейті бута її голосом за кадром. Власник змушений згодитися.
Прем'єра «Кавалера-танцюриста» відбулася з гучним успіхом. Публіка викликає Ліну на сцену, благаючи її співати наживо. Ліна виходить до мікрофона і тільки відкриває рот, а замість неї співає схована за завісою Кейті. На середині пісні Дон, Космо і власник кіностудії підіймають завісу, і публіка бачить Кейті. Засоромлена Ліна утікає, а Дон знайомить публіку зі справжньою зіркою фільму. Фільм завершується кадром, у якому Дон і Кейті стоять перед бігбордом з афішею нового фільму — «Співаючи під дощем».

## Актори та ролі
Головного героя фільму, Дона Локвуда, грає Джин Келлі. Він також був одним із режисерів разом із Стенлі Доненом та головним хореографом. У наші часи його гра набула статусу класичної, однак він не був першим кандидатом на роль. Спочатку роль дали Говардові Кілу, і тільки, коли сценаристи вирішили змінити амплуа головного героя із типового для вестерну на водевільного танцюриста й співака, Джин Келлі отримав запрошення на знімання в фільмі.
Роль головної героїні, Кейті Селден, зіграла Деббі Рейнольдс. Претендентками на роль інженю спочатку розглядалися також Джуді Гарланд, Кетрін Ґрейсон, Джейн Пауелл, Леслі Карон та Джун Еллісон. Однак режисер Стенлі Донен і Джин Келлі наголошували, що для них Деббі завжди була головною претенденткою. У фільмі Кейті Селдон дублює голос Ліни, проте насправді, в усіх сценах Джин Гаґен грала сама, вимовляючи слова своїм нормальним голосом. А от Деббі в піснях Would You? та You are My Lucky Star дублювала Бетті Ноєс, про яку навіть не було згадано в титрах.
Деббі Рейнольдс була гімнасткою, а не танцюристкою. Танцювальні номери давалися їй важко. Після зйомок пісні Good morning у неї кровоточили ноги. Джин Келлі ставився до неї жорстко. Одного разу Фред Астер побачив, як вона плаче під роялем, і дещо допоміг їй з танцем.
Роль приятеля головного героя Космо Брауна зіграв Дональд О'Коннор. Роль була написана для Оскара Леванта і відтворювала його веселий жартівливий характер.
Роль Ліни Ламонт, головного негативного персонажа, зіграла Джин Гейґен. Спочатку в постановників фільму були сподівання запросити на неї Джуді Голідей, але вона сама запропонувала Джин, яка на той час готувалася як її можлива підміна у бродвейській постановці «Народженої вчора». Гейґен щойно закінчила фільмування в «Асфальтових джунглях». Вона прочитала роль перед продюсером Артуром Фрідом, точнісінько скопіювавши свого персонажа з Джуді Голлідей, і одразу ж здобула роль.
Власника вигаданої кінокомпанії Monumental Pictures, Р. Ф. Сімпсона, зіграв Міллард Мітчелл. Персонаж дещо пародіює продюсера Артура Фріда, наприклад використовує його улюблені фрази.
Партнеркою Джина Келлі в балеті «Бродвейські мелодії» була Сід Чарісс. Ріта Морено зіграла Зелду Зандерс, подругу Ліни, яка донесла їй про дубляж. Вважається, що роль пародіює Клару Боу.

## Пісні
Ідея мюзиклу належить Артурові Фріду, який очолював «підрозділ Фріда», відповідальний за масштабні мюзикли кінокомпанії MGM. За задумом мюзикл повинен був об'єднати велику кількість пісень, написаних Фрідом разом із Насіо Ербом Брауном для інших музикальних комедій впродовж періоду з 1929 по 1939 роки. У фільмі тільки одна нова пісня, слова до якої написали сценаристи Бетті Комден та Адольф Ґрін.
- «Fit as a Fiddle (And Ready for Love)» з фільму Тренер у коледжі (1933)[5] (музика Ала Гоффмана та Ала Ґудгарта)
- «Temptation» (тільки інструментальне виконання) з По дорозі до Голлівуду (1933)
- «All I Do Is Dream of You» з фільму Седі МакКі (1934)[4]
- «Singin' in the Rain» з фільму Голлівудське рев'ю 1929 року (1929)[4]
- «Make 'Em Laugh» вважається оригінальною піснею, проте дуже схожа на «Be a Clown» Коула Портера, що була використана в іншому мюзиклі Фріда «Пірат» (1948). Розпочинаючи пісню О'Коннор іронічно виголошує трагічну фразу ridi pagliaccio (смійся, паяце) з опери «Паяци».
- «Beautiful Girl Montage», що складається з пісень «I Got a Feelin' You're Foolin'» з фільму Бродвейська мелодія 1936-го (1935),[4] «The Wedding of the Painted Doll» з фільму Бродвейська мелодія (1929)[4] і «Should I?» з фільму Лорд Байрон Бродвейський (1930)[4]
- «Beautiful Girl» з фільму По дорозі до Голлівуду (1933)[5] або з фільму Сценічна мати (1933)[4]
- «You Were Meant for Me» з фільму Бродвейська мелодія (1929)[4]
- «You Are My Lucky Star» з фільму Бродвейська мелодія 1936-го (1935)[4]
- «Moses Supposes» (музика Роджера Еденса, слова Бетті Комден та Адольфа Ґріна)
- «Good Morning» з фільму Малята в руках (1939)[4]
- «Would You?» з фільму Сан-Франциско (1936)[4]
- «Балет Бродвейські мелодії», написаний на основі Бродвейської мелодії з фільму Бродвейська мелодія (1929)[4] та Бродвейського ритму з фільму Бродвейська мелодія 1936-го (1935)[4] (музика Насіо Ерба Брауна та Ленні Гейтона)

## Нагороди
- Джин Гейґен отримала номінацію на «Оскар» в категорії найкраща актриса другого плану, а фільм у категорії найкращий музичний супровід.
- Дональд О'Коннор отримав премію «Золотий глобус».
- У 1989 «Співаючи під дощем» був включений Бібліотекою Конгресу до списку культурно, історично та естетично значущих фільмів і обраний для довічного зберігання в Національному реєстрі фільмів[6].

На сайті Rotten Tomatoes фільм має 100 % свіжість на основі рецензій 43 критиків.